# Pietro Domenico Paradies
Pour les articles homonymes, voir Paradisi.
Pietro Domenico Paradies (aussi connu comme Pier Domenico Paradisi) (Naples, 1707 – 
Venise, 25 août 1791) est un compositeur et claveciniste italien (également professeur de cet instrument) qui doit l'essentiel de sa renommée à une de ses pièces pour le clavecin, généralement identifiée comme la Toccata en La Majeur.

## Biographie
Il fut probablement élève de  Nicola Porpora et se consacre tout d'abord à la composition d'œuvres pour l'opéra. En 1746 il part s'établir à Londres, où il devint célèbre en tant que professeur de clavecin et de chant.
Il retourne définitivement en Italie en 1770.

## Œuvre
Le style de Paradisi marque une forte influence des Scarlatti, père et fils. Sa réputation repose d'ailleurs essentiellement sur sa musique de clavecin qui est hautement estimée par les connaisseurs, tout particulièrement son recueil de douze sonates publiées à Londres en 1754 et qui eurent un succès considérable. Dans ce recueil, une pièce s'est acquis une renommée toute particulière : le second mouvement de la VIe sonate en la majeur que l'on désigne souvent comme une toccata, dont elle a en effet le caractère hautement virtuose, sinon le titre exact. Elle est présente, en tant que pièce isolée, dans de nombreuses anthologies, notamment dans les Classiques favoris du piano. Les sonates de Paradisi comportent deux mouvements. Dans ce recueil marqué par la tradition italienne, on peut noter l'étonnante similitude de thème et d'atmosphère entre l'andante de la sonate no 9, en forme de rondeau, et La Marais des Pièces de clavecin en concert de Rameau (parues à Paris en 1741, éditées à Londres en 1750 par Walsh : un emprunt est donc plus que probable).
Composition de ce recueil :
- Sonate I : Allegro - Vivace
- Sonate II : Andante - Allegro
- Sonate III : Presto - Larghetto e cantabile
- Sonate IV : Andante - Presto
- Sonate V : Presto - Allegro : Giga
- Sonate VI : Vivace - Allegro (Toccata)
- Sonate VII : Allegro - Presto
- Sonate VIII : Allegro - Presto
- Sonate IX : Allegro - Andante
- Sonate X : Vivace - Presto
- Sonate XI : Moderato - Andante
- Sonate XII : Allegro - Giga : Presto

Les autres œuvres de Paradisi sont encore dans un relatif oubli : il est également l'auteur de concertos pour l'orgue et pour le clavecin, d'arias, de cantates et de cinq opéras :
- Alessandro in Persia (Lucques, 1738)
- Il Decreto del Fato (Venise, 1740)[2]
- Le Muse in gara  (Venise, 1740)[2]
- Fetonte (Londres, 17 janvier 1747)
- La forza d'amore (Londres, 19 janvier 1751)
- Antioco

## Discographie
- Concerto en si bémol majeur - Hannes Meyer, orgue ; Quatuor à cordes Sonare ; Ichiro Noda, contrebasse (juillet 1985, Claves) (OCLC 18989763) — avec des œuvres de John Stanley, Michel Corrette, Francesco Durante et Hannes Meyer.
- Sonates pour clavecin, Luciano Sgrizzi, clavecin (17-18 février 1988, Accord 200302) (OCLC 658979695)
- Le sonate di gravicembalo  vol. 1 - Ottavio Dantone, clavecin (26-27 octobre 1995, Stradivarius STR33420) (OCLC 658415035)
- Sonates pour clavecin - Enrico Baiano, clavecin (octobre 1995, Glossa GCD C80011) (OCLC 912797118)
- Sonate di gravicembalo 1754 - Filippo Emanuele Ravizza, clavecin d'après Pascal-Joseph Taskin 1769 et J.D. Dulcken (2CD Concerto) (OCLC 773977392)